# Coco Kühn
Coco Kühn (* 1971 in Berlin) ist eine deutsche Installationskünstlerin, Kuratorin und Kulturorganisatorin. Bekannt wurde sie vor allem durch konzeptuelle Installationen sowie durch die Mitbegründung und Leitung der Temporären Kunsthalle Berlin von 2008 bis 2010.

## Leben und Wirken
Coco Kühn entstammt einer Berliner Familie von Metallbildhauern. Ihr Großvater  war Fritz Kühn, sie ist die Tochter von Helgard und Achim Kühn.
Sie besuchte die Staatliche Zeichenakademie Hanau und studierte an der Hochschule für Kunst und Design Halle. Ihr künstlerisches Schaffen ist geprägt von der Auseinandersetzung mit industriellen Materialien, gesellschaftlichen Ereignissen und temporären Raumkonzepten.
Sie bezeichnet viele ihrer Arbeiten als „Zeitspeicher“, da sie sich mit dem Prozess, der Dauer und der Flüchtigkeit der Herstellung beschäftigen. Ein zentrales Werk ist der Zeitungsturm zum 11. September 2001 – eine skulpturale Auseinandersetzung mit medialer Erinnerung und kollektiver Wahrnehmung.

## Kuratorische Tätigkeit
Im Jahr 2005 initiierte Kühn die Ausstellung „White Cube“ im Berliner Palast der Republik, die als letztes künstlerisches Ereignis vor dem Abriss des Gebäudes stattfand. Das Projekt erzeugte große mediale Aufmerksamkeit und gilt als herausragendes Beispiel für die temporäre Zwischennutzung historischer Orte in Berlin. Zwischen 2008 und 2010 leitete sie gemeinsam mit der Kulturmanagerin Constanze Kleiner die Temporäre Kunsthalle Berlin, ein Ausstellungshaus am Berliner Schlossplatz, das internationale sowie lokale Positionen der zeitgenössischen Kunst zeigte. Die Kunsthalle wurde u. a. von dem  Architekturbüro Adolf Krischanitz entworfen und nach Ablauf der Förderperiode rückgebaut.

## Rezeption
Kühns kuratorisches Schaffen wurde in zahlreichen deutschen Feuilletons positiv aufgenommen. Ihre Projekte bewegen sich häufig an der Schnittstelle von Kunst, Raum und Gesellschaft und greifen Themen wie Erinnerungskultur, urbane Transformation und künstlerische Autonomie auf.